# Rio Cascudo
Der Rio Cascudo ist ein etwa 42 km langer linker Nebenfluss des Rio Piquiri im Westen des brasilianischen Bundesstaats Paraná.

## Etymologie und Geschichte
Der portugiesische Name bedeutet Welsfluss. Cascudos sind Harnischwelse.

## Geografie

### Lage
Das Einzugsgebiet des Rio Cascudo befindet sich auf dem Terceiro Planalto Paranaense (Dritte oder Guarapuava-Hochebene von Paraná).

### Verlauf
Sein Quellgebiet liegt im Munizip Nova Laranjeiras auf 642 m Meereshöhe etwa 5 km nördlich der Ortschaft Bela Vista in der Nähe der BR-277.
Mit der Schaffung des Munizips Diamante do Sul im Jahr 1990 wurde der Fluss per Staatsgesetz ab der Einmündung seines linken Zuflusses Córrego Barreiro zur östlichen Munizipgrenze von Diamante do Sul zu Nova Laranjeiras bestimmt.
Der Rio Cascudo verläuft in nördlicher Richtung. Er mündet auf 416 m Höhe von links in den Rio Piquiri. Er ist etwa 42 km lang.

### Munizipien im Einzugsgebiet
Am Rio Cascudo liegen die zwei Munizipien Nova Laranjeiras und Diamante do Sul.

### Nebenflüsse
links:
- Córrego Barreiro

rechts:
- Rio Banana.